# 州來國
州来國，先秦小型诸侯国，在今安徽省淮南市凤台县城关，今人或改订于凤台西南。
州来國开始是楚国的附庸国，约在春秋中期为楚所灭。春秋后期楚、吴在此作过多次争夺。前584年，“吴入州来。”。前530年，楚灵王在州来冬猎其后又为楚邑，前523年，“楚人城州来。”前519年，“吴人伐州来。”从此又属於吴国。季札受封于此，称延州来季子。前493年，蔡昭侯畏楚，吴王夫差把蔡国迁都到州来，改名下蔡。州来以邑为氏，系出姬姓。